# Aeropuerto de Sogndal-Haukåsen
El Aeropuerto de Sogndal-Haukåsen (en noruego: Sogndal lufthamn, Haukåsen) (IATA: SOG, OACI: ENSG) es un aeropuerto que presta servicio al municipio de Sogndal, en la provincia de Sogn og Fjordane, Noruega. Está situado en Haukåsen, a 10 km de Kaupanger y a 20 km de Sogndalsfjøra.

## Aerolíneas y destinos
| Aerolíneas | Destinos                                      |
| ---------- | --------------------------------------------- |
| Widerøe    | Bergen, Oslo-Gardermoen, Sandane, Ørsta/Volda |

- Datos: Q1703550
- Multimedia: Sogndal Airport, Haukåsen / Q1703550